# Histoire des chemins de fer américains

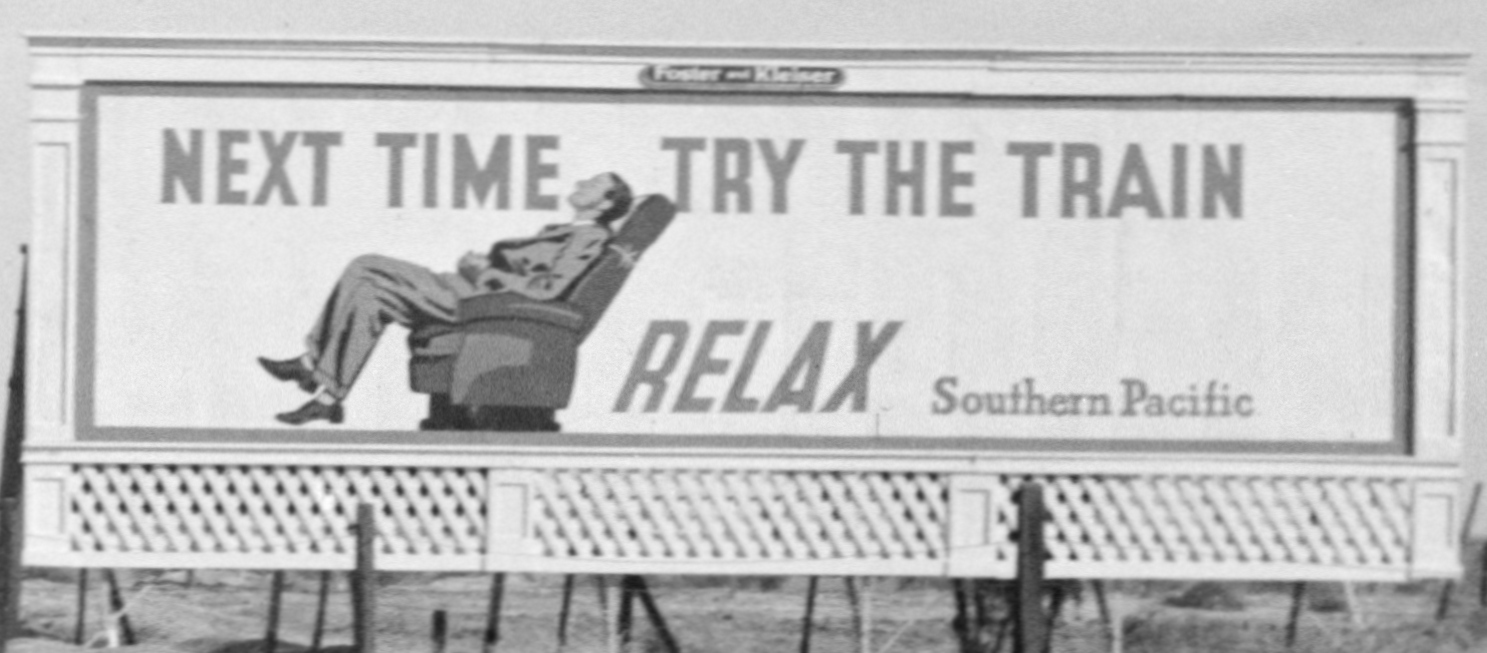
Détail d'une photographie montrant deux personnes marchant le long d'une route déserte et près d'un grand panneau affichant « La prochaine fois, essayez le train. Détendez-vous » (1937).

L'histoire des chemins de fer américains est largement influencée par la conquête de l'Ouest. L'épopée ferroviaire américaine se situe surtout dans la seconde moitié du XIXe siècle, époque à laquelle les premières voies transcontinentales sont construites.
Ces chemins de fer ont toutefois évolué tout au long du XXe siècle et ont été influencés par le continent européen.

## Genèse
Les États-Unis ont été créés en 1776, du fait de la naissance d'un État fédéral issu des 13 premières colonies britanniques situées, principalement, sur la côte Est. L'expansion des États-Unis s'est produite notamment au XIXe siècle ; l'histoire des chemins de fer américains est indissociable de l'épopée du Far West et de la quête de l'Eldorado (autrement dit la ruée vers l'or).
Dès la naissance des États-Unis, en 1776, il y avait déjà des centres industriels de sidérurgie et de métallurgie, dont les centres historiques sont Chicago et Denver et par la suite Seattle. Déjà, au XIXe siècle, les États-Unis sont la quatrième puissance mondiale (après la France, le Royaume-Uni et l'Allemagne).
Le premier chemin de fer américain est créé sur la côte est : en 1830 est mise en service la Baltimore & Ohio, première ligne de chemin de fer des États-Unis.
La toute première locomotive à bielles, « l'America » a été réalisée par George Stephenson en 1828 aux États-Unis et en 1831 l'ingénieur Rimber réalisa la première locomotive pour le service mixte à adhérence totale et à crémaillère. 
Ces deux exemples montrent que les sociétés ferroviaires aux États-Unis avaient conçu des locomotives en fonction du relief.

## XIXesiècleet la périodeFar West

### Région des Grands Lacs

#### Céréaliers du Wisconsin

Carte de l'Ontario et des huit États américains bordant les Grands Lacs.

Les céréaliers investissent massivement des nouvelles technologies, la moissonneuse-batteuse de Cyrus McCormick et le silo-élévateur à grains de Joseph Dart, conçu pour le verrou de Buffalo (les cargaisons des Grands Lacs doivent y être transférées sur les péniches du Canal Érié). Les ventes de ces deux produits, mis au point dans la région, peu de temps avant, décollent en 1846-1847 et entraînent une explosion de la production de céréales autour des Grands Lacs. En 1846, trois colonies fusionnent pour former la ville de Milwaukee, destinations privilégiée des immigrants allemands fuyant la répression de la révolution de mars 1848, dans le diocèse du suisse Johann Martin Henni, où Angus Smith et Edward D. Holton fondent un marché aux céréales en 1849, grâce à la création en 1847 d'une voie ferrée, la "Milwaukee and Waukesha Railroad", rebaptisée ensuite « Milwaukee and Mississippi » et qui essaime. En 1849, Edward D. Holton participe à la fondation du chemin de fer de Milwaukee et de la Prairie du Chien, qu'il dirige jusqu'en 1851.
La société de négoce de céréales fondée par Will Cargill en 1865 à Conover (Iowa), dans l'Iowa, déménage en 1875 à La Crosse, dans le Wisconsin, pour profiter de la croissance du chemin de fer, car cette ville de 11 000 habitants est située à la fois sur les liaisons fluviales et ferroviaires, et bien reliée aux deux grands ports du Lac Michigan, Milwaukee et Chicago. Son arrivée est saluée par les journaux locaux.

#### Dans l'Illinois, la croissance du rail pour les céréales
Avec la croissance rapide du réseau ferroviaire des États-Unis dans les années 1850-1870, la région des Grands Lacs américain détrône le Mississippi comme lieu de circulation des céréales. Au cours des années 1850, l'État de l'Illinois acquiert à lui seul 2 500 miles de voies ferrées, tandis que l'ensemble du pays passe de 9 000 miles à 30 000 miles. Chicago dépasse le tonnage de Saint-Louis pour les céréales en 1860, alors qu'en 1850 Saint-Louis en expédiait deux fois plus. En 1854, le chemin de fer rejoint le Mississippi à l'ouest de Chicago, ce qui dope la production céréalière et les ventes de Cyrus McCormick, inventeur une douzaine d'années plus tôt de la moissonneuse-batteuse.

#### Nœud ferroviaire de Chicago
La carte du réseau ferroviaire en 1860 montre un développement spectaculaire au sud-ouest des Grands Lacs, permettant le "stockage roulant" des grains sur les voies ferrées, avec une forte capillarité au-dessous de Chicago, qui devra cependant attendre 1890 pour devenir la deuxième ville américaine car le peuplement est avant tout rural. Lorsque la guerre de Sécession américaine s'achève, le Midwest américain se couvre d’un réseau de silos du marchand de grains américain Cargill, créé dans l'Iowa par Will Cargill. La firme s'installe à Minneapolis et dans le Wisconsin, sur les nœuds ferroviaires, pour accompagner la croissance du chemin de fer, dont les lignes transcontinentales viennent d'être lancées.

### Guerre de Sécession et corruption
Le réseau ferré s'étend sensiblement pendant la guerre de sécession afin de faciliter les déplacements de troupes. Si l'Union Pacific est fondée en 1862 en tant qu'entreprise publique, elle est presque aussitôt privatisée sous l'action d'hommes d'affaires sans susciter de réaction du gouvernement. Parmi ses actionnaires figurent notamment Thomas Scott, dirigeant de la Pennsylvania Railroad, Erastus Corning, président de la Ney York Central, August Belmont, agent des Rothschild aux États-Unis, Leonard Jerome, boursier millionnaire, et William Dodge, magnat du cuivre. Ce groupe d'actionnaires parvient à corrompre des dirigeants politiques afin de maintenir le caractère privé de l'entreprise.
L'Union Pacific reçut des subventions publiques équivalent à 48 000 dollars par mile de voie construite. Elle créa une société de « couverture », le Crédit mobilier d'Amérique, afin de distribuer des pots-de-vin aux politiciens influents sans attirer l'attention sur les chemins de fer. En 1864, les subventions fédérales sont doublées. Les actionnaires de la compagnie distribuent ensuite de nombreux pots-de-vin afin d’empêcher la destitution du président Andrew Johnson, acquis à leurs intérêts, et faire barrage au républicain « radical » Benjamin Wade. Entre 1865 et 1869, la Chambre des représentants offre 32 millions d'acres de terre aux compagnies de chemins de fer. 
Le secrétaire à la Marine Gideon Welles s'indigne au sujet d'un Congrès qui « faisait preuve d'une grande corruption partisane. On y distribuait des prébendes, des préférences, des faveurs spéciales et des actes législatifs de pure complaisance d'une manière profondément choquante. »

### Immense projet transcontinental

#### Premières propositions

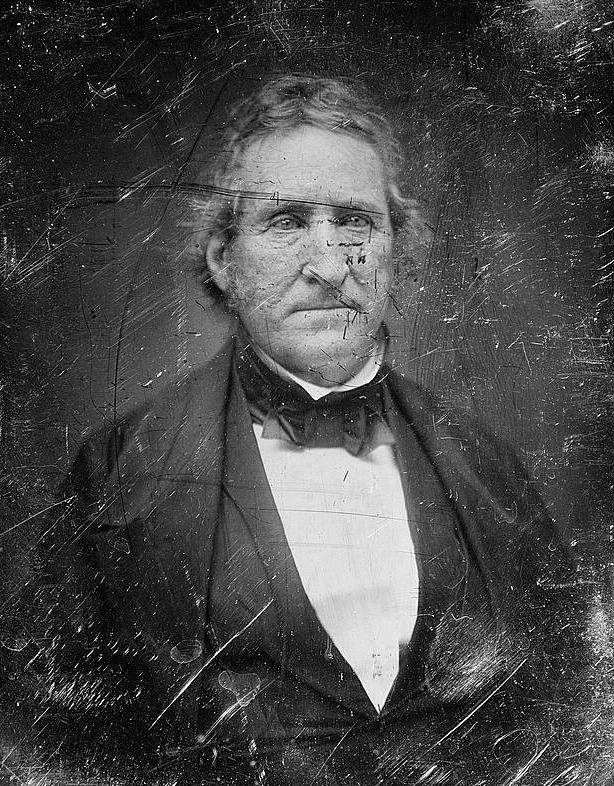
Sénateur Thomas Hart Benton

Thomas Hart Benton, sénateur depuis 1820, est très préoccupé par l'idée de destinée manifeste. Il considérait à l'origine les montagnes Rocheuses comme la frontière occidentale naturelle du pays, mais il la repousse ensuite jusqu'à la côte pacifique. Il considère les terres non-colonisées comme dangereuses et travaille infatigablement à leur peuplement. 
Il est favorable à un soutien public à un chemin de fer transcontinental et demande le développement du télégraphe pour les communications à longue distance.

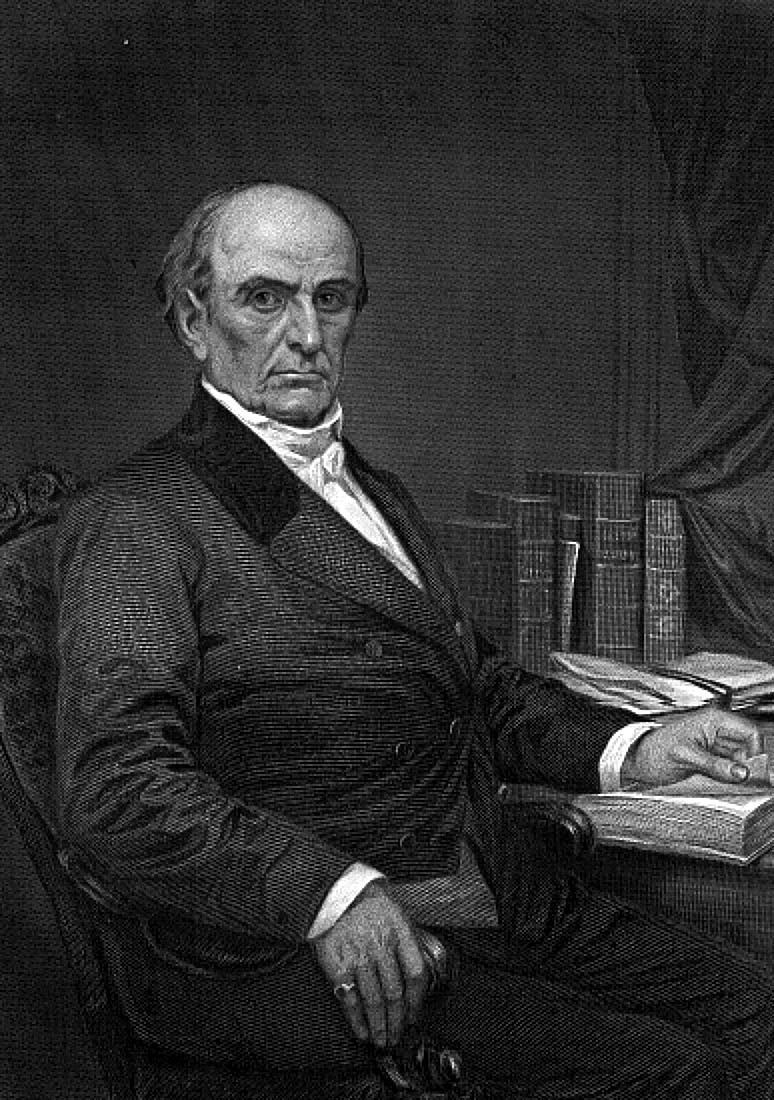
Daniel Webster

Certains ne partagent pas cet avis, comme le dignitaire Daniel Webster qui, lui, considère l'Ouest américain comme une région de sauvages.
Une des premières propositions concrètes émane du docteur Hartwell Carver, de Rochester. Il publie en 1832 une série d'articles dans le New York Courier & Enquirer, souhaitant déjà une voie ferrée transcontinentale. Bien qu'une ligne de 220 kilomètres de long fût construite dans les années 1830 en Caroline du Sud, aucun train à vapeur n'est encore envisagé, les wagons demeurant tirés par des chevaux.
Ces propos optimistes se situent à contre-courant de l'opinion commune : les Montagnes Rocheuses, la Sierra Nevada et les déserts arides font peur aux américains de l'Est. De plus, ces derniers redoutent les distances vertigineuses séparant l'Est de l'Ouest : ce n'est qu'en 1833 que le montagnard Joe Walker rallie la Californie à cheval, ouvrant par là même la première piste transcontinentale. 
 Enfin, la présence des Amérindiens est l'argument final pour ne pas explorer ces régions.
La voix de Benton croise alors en 1844 l'oreille d'Asa Whitney, un riche marchand new-yorkais. Plus audacieux que Carver, Whitney est prêt à sacrifier son temps et sa fortune au service du rail. Il fait alors au Congrès une proposition étonnante, par laquelle il demande que les pouvoirs publics lui vendent 31 millions d'hectares à 38 cents l'hectare, à charge pour lui de les revendre à des colons afin d'investir les fonds dans l'érection d'une voie ferrée. Il obtient le soutien de dix-sept États mais le Missouri n'y adhère pas. Le Congrès refusa d'adhérer au projet, n'admettant pas que toutes ces terres soient la propriété privée d'une unique personne.
Ces propositions ont néanmoins eu le mérite d'attiser la curiosité des pionniers. Le sénateur Benton décide d'envoyer des équipes en vue d'effectuer des levés topographiques. Le territoire ouest des États-Unis restait en effet inexploré depuis l'Expédition Lewis et Clark (1804-1806). Il estime en effet qu'un projet d'une telle envergure nécessite des informations géographiques minutieuses.
 Il envoie donc en octobre 1848 son gendre John C. Frémont faire des relevés sur la Piste du Bison en compagnie de trente-cinq hommes. L'expédition se termine au début de l'année 1849 : dix hommes moururent de froid et de faim, et Frémont ne survécut que grâce à des Indiens bien disposés. Benton revient alors devant le Sénat pour présenter un projet de voie ferrée. Ses arguments sont convaincants, et la première loi foncière en faveur des chemins de fer est paraphée en 1850 par le président Millard Fillmore. Ladite loi autorise l'État à aider les compagnies ferroviaires en leur cédant des terres. 

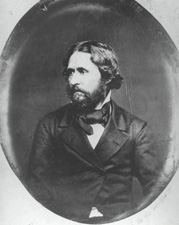
John C. Frémont

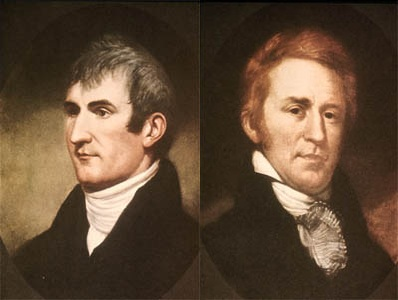
Portraits de Lewis et Clark

Le projet de chemins de fer transcontinentaux étant désormais officiel, les hommes d'affaires et les politiciens profitent de l'aubaine : les premiers recherchent des affaires en or, les seconds souhaitent que leur localité devienne un nœud ferroviaire.
Reste à tracer la ligne du Pacifique. Les législateurs confient 150 000 dollars à Jefferson Davis, secrétaire d'État à la guerre, pour faire étudier les principales voies d'accès au Pacifique. C'est donc durant l'été 1853 que les relevés topographiques recommencèrent, avec cette fois-ci quatre équipes différentes. Au mois de janvier 1854, seule une des quatre pistes est retenue par Davis : la piste du Sud. Le projet n'est pourtant pas retenu car le tracé traverse une partie du Mexique.

#### Projet de Theodore Judah
C'est l'ingénieur Theodore Dehone Judah qui reprend à son compte le projet. Convaincu qu'une ligne de chemin de fer doit pouvoir franchir la Sierra Nevada vers l'est, il se rend en 1856 à Washington, D.C. et tente de convaincre les responsables politiques du bienfondé de son projet. Il est choisi pour présider la Pacific Railroad Convention qui se tient à San Francisco en septembre 1859. Il obtient un bureau à Washington et se trouve entendu par le président James Buchanan. Un projet de loi est proposé par Samuel Curtis en février 1860, qui prévoit les modalités de financement et l'attribution des terrains nécessaires. Mais la décision est reportée lorsque la guerre civile éclate.
De retour en Californie, Judah cherche une route pour traverser la montagne. Il reçoit une lettre d'un mineur, Daniel Strong, qui décrit une voie d'accès possible pour le chemin de fer. Les deux hommes s'associent pour chercher un financement auprès des hommes d'affaires californiens. Un marchand prospère de Sacramento, Collis Potter Huntington, entend sa proposition et décide de se lancer dans l'aventure, en partenariat avec trois autres entrepreneurs de la région: Mark Hopkins, Charles Crocker et Leland Stanford (surnommés les quatre associés ou les quatre grands).
Au printemps 1862, la loi sur le Pacific Railroad est adoptée par le Congrès. Le président Abraham Lincoln la promulgue le 1er juillet. Elle attribue la construction du chemin de fer à deux compagnies ferroviaires : la Central Pacific pour le tronçon occidental depuis Sacramento et l'Union Pacific pour le tronçon oriental depuis Omaha.

### Construction de la première ligne transaméricaine

#### Investisseurs
Faute d'argent public à cause de la guerre de Sécession, le gouvernement ne pouvant accorder des subventions, octroie 26 km2 de terre pour chaque mille de voie posée, par sections alternées de part et d'autre de la ligne, l'état conservant une section sur deux. Ce patrimoine devra servir à lever des capitaux et placer des obligations. La construction débutera lorsqu'elles auront réuni 1/5 du capital. Il est ensuite spécifié que lorsque l'Union Pacific aura posé 160 km et le Central Pacific 80 km (confronté à un relief plus accidenté), l'état accordera un prêt de 16 000 dollars pour chaque mille posé en plaine, 32 000 pour le désert de Grand Bassin et 48 000 pour la Sierra Nevada et la Chaîne Wasatch des Montagnes Rocheuses. Les compagnies auront deux ans pour atteindre ce premier objectif kilométrique, et la ligne transatlantique Council Bluffs - Sacramento devra être achevée au 1er janvier 1874, à défaut de quoi voie, matériel, bâtiments et terrains seront confisqués. La recherche d'argent par tous les moyens est lancée.
Dès janvier 1863, après avoir payé les frais de cérémonie de mise en chantier du Central Pacific, les quatre associés n'ont plus d'argent. Stanford, président du Central Pacific et gouverneur de la Californie, convainc le parlement de verser 10 000 dollars par mille posé dans l'État. Il persuade également les comtés riverains de la ligne de souscrire pour 500 000 dollars d'obligations du Central Pacific. Et afin d'obtenir les prêts fédéraux les plus élevés (milles posés en montagne) il a l'idée de déplacer la base géologique de la Sierra Nevada 46 km plus à l'ouest. La compagnie récolte ainsi plus d'un million de prêts supplémentaires. Bien que la cour suprême de Californie garantisse les émissions d'obligations du Central Pacific, il manque beaucoup d'argent, et la guerre civile entraine une inflation des prix. Huntington se rend à New York et Boston, les deux grands centres financiers du pays, mais 6 mois plus tard il n'a vendu que 250 000 dollars d'obligations.
De son côté Thomas Clark Durant n'a vendu que 300 000 dollars d'actions en 6 mois, alors que sa charte précise qu'il doit atteindre deux millions avant de commencer les travaux. Comme pour détenir une action il suffit de verser 10 %, Durant se propose d'avancer cette somme, libre ensuite au souscripteur de le rembourser ou de lui abandonner ses droits. Il arrive à une souscription totale de 2 180 000 dollars. Mais l'industrie de l'armement étant bien plus attractive pour les investisseurs, Huntington et Durant, forts de l'appui du président Abraham Lincoln, se rendent à Washington, pour faire assouplir le Pacific Railroad Act de 1862. La corruption des électeurs permet d'aboutir à l'acte de 1864. Cet amendement stipule que la surface des sections alternées est doublée (ce qui représente 8,5 millions d'hectares), et d'autre part, dès que 35 km de plate-forme sont aménagées, les 2/3 des prêts fédéraux de 32 et 48 000 dollars par mille sont versés aux compagnies.
En juin 1864, le Central Pacific arrive à Newcastle. Par contre comme l'Union Pacific ne sort toujours pas des faubourgs d'Omaha, Lincoln, quelques jours avant son assassinat, demande à Oakes Ames, un millionnaire ayant fait fortune dans l'outillage et député du Massachusetts, de prendre le contrôle de la compagnie. Ames et son frère apportent 1 million dans le Credit Mobilier of America, créé en 1863 par Durant et George Francis Train. Cette société de sous-traitance effectue les travaux qu'elle surfacture ensuite à l'Union Pacific, générant de confortables bénéfices pour les gros actionnaires. De plus les financiers ordonnent aux ingénieurs de faire des sinuosités à la ligne afin d'augmenter les prêts fédéraux. De leur côté, les quatre associés fonctionnent de la même façon avec la Contract and Finance Company qui draine les fonds du Central Pacific.
Le scandale du Crédit Mobilier éclate au cours de l'été 1872 à la suite d'une querelle entre Ames et Durant, et éclabousse le pouvoir législatif et exécutif. Ames, humilié par une motion de censure, meurt quelques mois plus tard. Durant, qui avait vendu ses intérêts dans l'Union Pacific, finit par couler une retraite heureuse. L'été suivant c'est le tour du Central Pacific, mais à la suite d'un incendie salvateur qui détruit les comptes de la compagnie, aucun délit n'est prouvé à l'encontre des quatre grands.
Deux mois plus tard, le Northern Pacific Railway, dirigé par le financier Jay Cooke, est accusé des mêmes pratiques. John Pierpont Morgan via sa banque d'affaire J.P. Morgan & Co. œuvre pour mettre un terme à l'empire de Cooke. La faillite de la Jay Cooke & Co entraine la crise financière de 1873 qui plonge le pays dans une grande dépression qui durera 5 ans.

#### Chantier colossal
L'importante et éclectique main d'œuvre est notamment composée d'anciens combattants, d'esclaves affranchis, d'Irlandais, d'Allemands, de mormons, d'athées, d'Indiens (Shoshones, Païutes, Washoes) et de Chinois.
Le Central Pacific rapidement confronté à la Sierra Nevada a du mal à recruter des milliers de travailleurs d'autant plus que certains Irlandais, revendicatifs et buveurs de whisky, partent après la paie pour trouver fortune dans les mines d'or et d'argent. La compagnie commence à embaucher des Chinois arrivés en Californie depuis 10 ans au moment de la ruée vers l'or. La compagnie conquise par ces travailleurs dociles finit par aller les chercher par centaines directement en Chine. Leur courage et leur habileté font merveille quand, à 90 km à l'est de Sacramento, un éperon schisteux barrait le passage dans les gorges de l'American River: ils s'installent dans des paniers d'osier que l'on descend du sommet de la montagne puis attaquent la roche avec des masses, des barres de fer et de la poudre noire puis sont remontés avant la détonation.
Si fin 1865, l'Union Pacific n'a posé que 70 km de voie, il doit cependant pour conserver sa concession avoir posé 160 km au 1er juillet 1866. Durant engage Jack Casement, un génie de l'organisation, comme chef de construction.  Ils doivent cependant encore attendre que le Missouri soit libre de glaces pour débarquer les rails en provenance de Pittsburgh et le bois pour les traverses qui descend la rivière depuis des forêts du nord. De son côté, Dodge, devenu général à la suite de la guerre de Sécession, retourne à l'Union Pacific comme responsable des études de la ligne. Il découvre fortuitement le passage dans Les Rocheuses à 2 100 m d'altitude et le baptise Sherman Pass du nom de son chef de guerre. Sous l'impulsion de ces deux personnalités, l'Union Pacific posera 430 km cette année là.
Le train de service de l'Union Pacific, poussé par une locomotive, présente en tête de convoi des wagons plats pour l'outillage et la forge, suivis par 3 wagons dortoirs de 25 m de long à 3 étages pour 300 à 400 personnes, et en queue un wagon avec cuisine, cambuse et bureau des ingénieurs. La viande de bœuf est fournie par un troupeau qui suit le chantier, mais pour nourrir les milliers d'ouvriers il est encore plus facile de s'approvisionner en bisons qui broutent par centaines de milliers dans la prairie. L'Union Pacific Eastern Division fait appel à William Cody, alias Bill, qui, en 17 mois, tue plus de 4000 bêtes, ce qui lui vaut le surnom de Buffalo Bill. Au rythme de l'avancée de la ligne des villes naissent et disparaissent. Ainsi presque tous les 100 km on voit apparaître des villes : North Platte, Nebraska, Julesburg, Colorado, Cheyenne, Wyoming, Laramie, Wyoming et Corinne, Utah. Sans shérif, ces « enfers sur roues » proposent alcool, jeu et prostitution. Toutes les nuits des fusillades et des meurtres ont lieu,.

De son côté le Central Pacific n'a pas ce problème de sécurité, car la seule eau potable dans le désert du Nevada est celle acheminée par ses wagons-citerne, qui est réservée au personnel. Contrairement aux blancs qui sont logés, les chinois vivent dans des tentes et paient leurs produits exotiques envoyés depuis le quartier chinois de San Francisco.

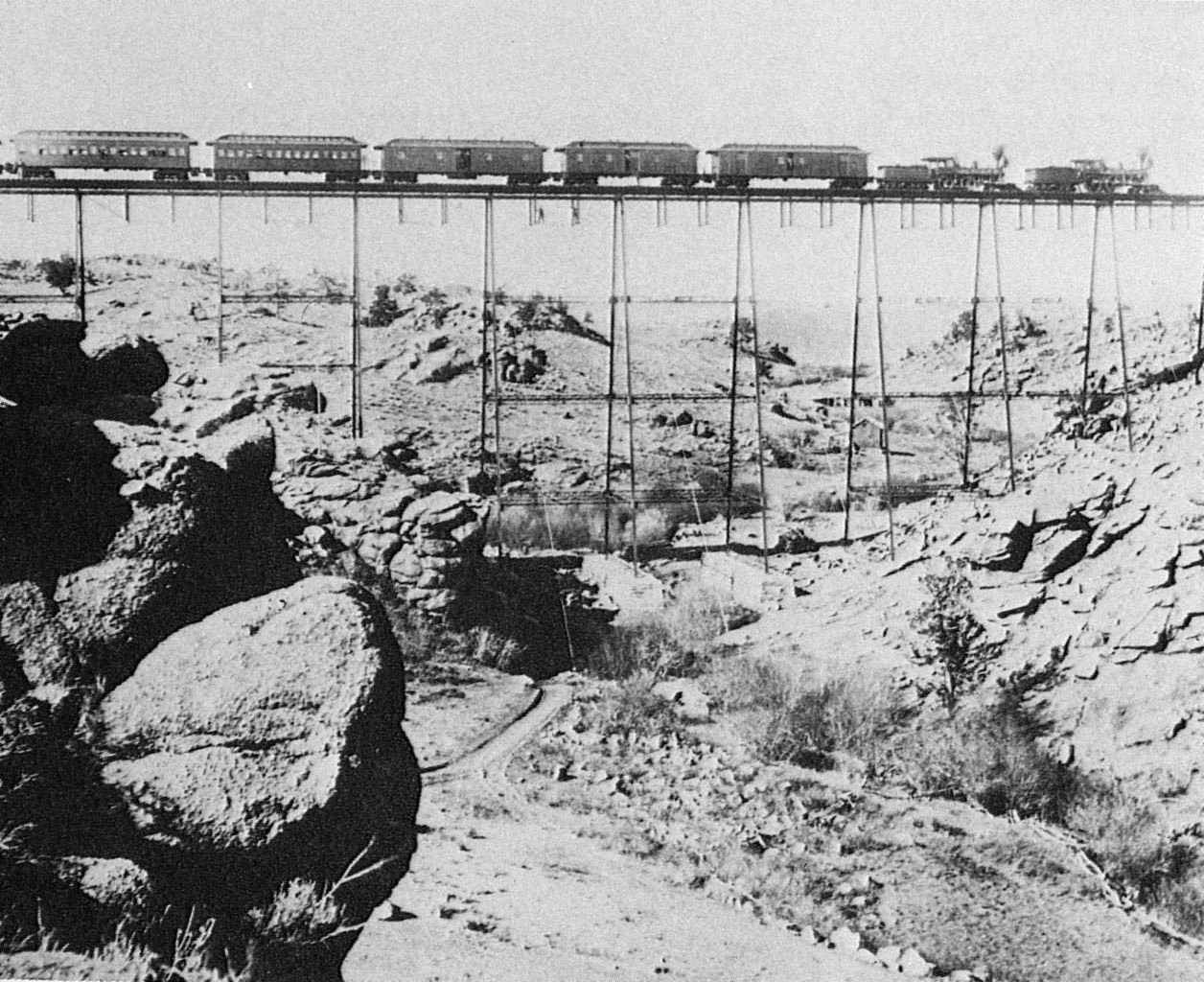
Exemple de pont métallique ; photographie anonyme de 1860.

L'influence d'Eiffel et de Bartholdi aux États-Unis durant le XIXe siècle, a été considérable : leurs travaux ont été utilisés, dans la construction, le perfectionnement et la consolidation des viaducs et des ponts métalliques supportant les voies ferrées, aux États-Unis, surtout dans les régions des Canyons et des Rocheuses. Ces ouvrages d'arts, aux États-Unis, sont plus importants que ceux qui existent en Europe (à cause du relief et de la configuration plus vaste des espaces des vallées, compte tenu des distances plus longues), et donc sont capables de supporter les trains beaucoup plus longs qu'en Europe. 
Mais, en 1860, les viaducs et ponts métalliques supportant les voies ferrées étaient réalisés de façon relativement sommaire, avant d'être perfectionnés et consolidés, pour permettre cette densification, en sécurité, du réseau ferré américain.

#### Épreuves et dangers
Les compagnies font face à deux obstacles: les forces de la nature (relief, climat) et l'hostilité des Indiens. Les 2 800 km de lignes entre la Missouri et la côte Pacifique doit franchir deux chaînes de montagnes, Sierra Nevada et Les Rocheuses, avec des sommets à 4 300 m et un fort enneigement. Entre ces deux massifs se trouve le désert de Grand Bassin avec une eau rare et saline et très pauvre en bois nécessaire pour les traverses et le foyer des locomotives. À l'est des Rocheuses se trouve la région semi-aride des Grandes Plaines peuplées d'Indiens. 
Chaque saison apporte son lot de souffrance: en été arrivent les orages incessants de la rivière Platte, ou la sécheresse du Grand Bassin et de l'Utah, en hiver surviennent les chutes de neige (12 m dans les cols), les avalanches et les coups de blizzards (−45 °C), et au printemps se manifestent les inondations consécutives à la débâcle. Le très rude hiver 1866 / 67 provoque de graves dégâts matériels et des pertes humaines. L'arrivée de la nitroglycérine, 8 fois plus puissante que la poudre noire, permet au Central Pacific d'achever le percement du tunnel Summit. La traversée de la Sierra Nevada a nécessité 15 tunnels (contre quatre pour l'Union Pacific) et la pose de 60 km de galeries pare-avalanches.
Toutes les tribus indiennes ne sont pas hostiles. Ainsi lorsque l'Union Pacific célèbre son arrivée au 100e méridien, les Pawnees du Wyoming sont de la fête.
Mais dans la vallée de la Platte, l'Union Pacific est confronté aux Sioux et aux Cheyennes. La situation s'aggrave lorsque la ligne pénètre dans l'ouest du Nebraska et le sud-est du Wyoming, grands territoires de chasse des indiens. Ils attaquent peu les trains mais s'en prennent essentiellement aux lignes télégraphiques, et aux équipes isolées de topographes, de constructeurs de ponts à tréteaux et autres débiteurs de traverses. Le massacre des bisons unifia Sioux, Cheyennes et Arapahos contre les hommes du chemin de fer. À partir de fin 1866, ils incendient les dépôts de ravitaillement, scalpent les arpenteurs et massacrent les soldats. En 1867, Dodge et ses 800 éclaireurs Pawnees se lancent dans une guerre d'extermination des Sioux et des Cheyennes. En 1868, 5 000 soldats patrouillent autour du chantier.
Le Central Pacific ne rencontra pas de problèmes avec les Shoshones, Cheyennes ou autres, car ils ont l'idée d'octroyer des permis de circulation donnant aux chefs un accès aux voitures de voyageurs leur vie durant, et aux autres un accès aux wagons de marchandises limités à 30 ans.

#### Jonction des deux lignes en mai 1869

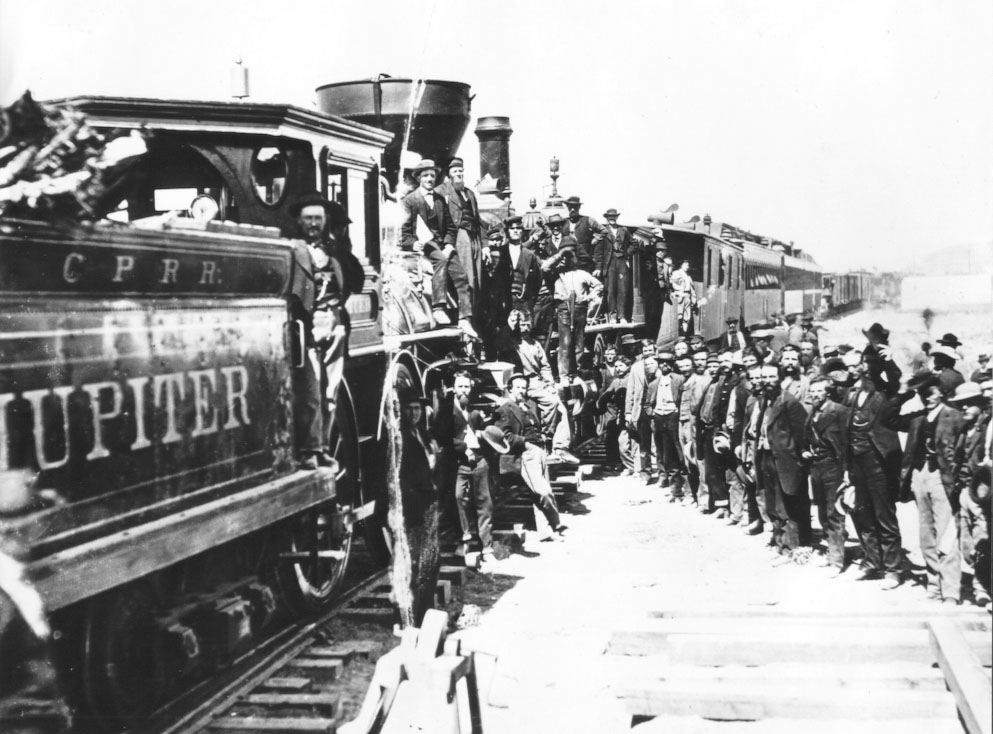
Célébration de la jonction des deux lignes du chemin de fer transaméricain le 10 mai 1869 à Promontory Summit, dans l’Utah, où eut lieu la pose du Golden Spike.

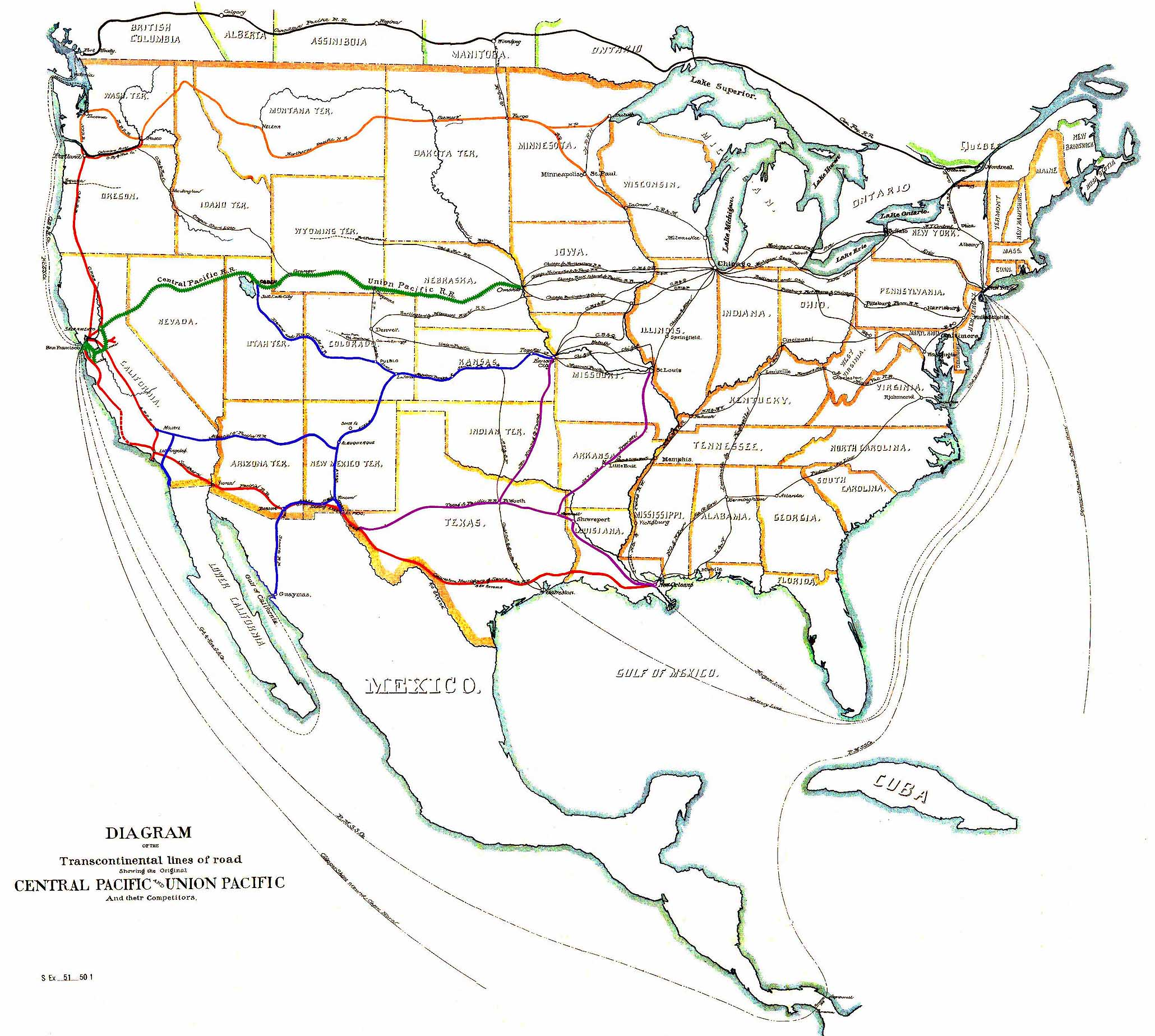
Carte des lignes transcontinentales en 1887.

Les deux équipes galvanisées par la concurrence finissent par se croiser dans le désert de l'Utah en 1868, et continuent de poser des voies en parallèle sur 300 km. Le gouvernement s'interpose en 1869 et impose Promontory Summit (Utah) comme point de rencontre. La cérémonie prévue le 8 mai est reportée, car Durant a été pris en otage à Piedmont par des tailleurs de traverses non payés depuis janvier. Les locomotives American baptisées Jupiter pour le Central Pacific et 119 pour l'Union Pacific se font face lorsque le crampon d'or est posé le 10 mai 1869. Le télégraphe installé en parallèle relate l'événement en direct.

### Location de prisonniers
Fonctionnant partout aux États-Unis, le système de location de prisonniers fournit aux compagnies de chemin de fer une main d’œuvre à très bas coût. En Caroline du Sud par exemple, les détenus posent la quasi-totalité des voies ferrées mises en place entre 1876 et 1894. 
Les entreprises payent un loyer aux prisons, qui pour certaines prospérèrent grâce à ce système (ce qui eut aussi pour conséquence d'inciter les juges, sujets à des pressions, d'infliger des peines de prison plus longues). 
Les détenus travaillent 18 heures par jour et étaient généralement logés dans des baraquements pour animaux. Ces conditions de travail ont provoqué la mort de nombreux détenus. Outre les raisons économiques, la main-d’œuvre pénale était utilisée pour briser les grèves.

### Métiers du rail
Les conditions de travail des ouvriers du chemin de fer sont extrêmement pénibles : 2 550 ouvriers sont tués en 1900 et près de 40 000 gravement blessés. Ils ne bénéficient pas d'assurance et les salaires sont très faibles.

## XXesiècle

### Première Guerre mondiale

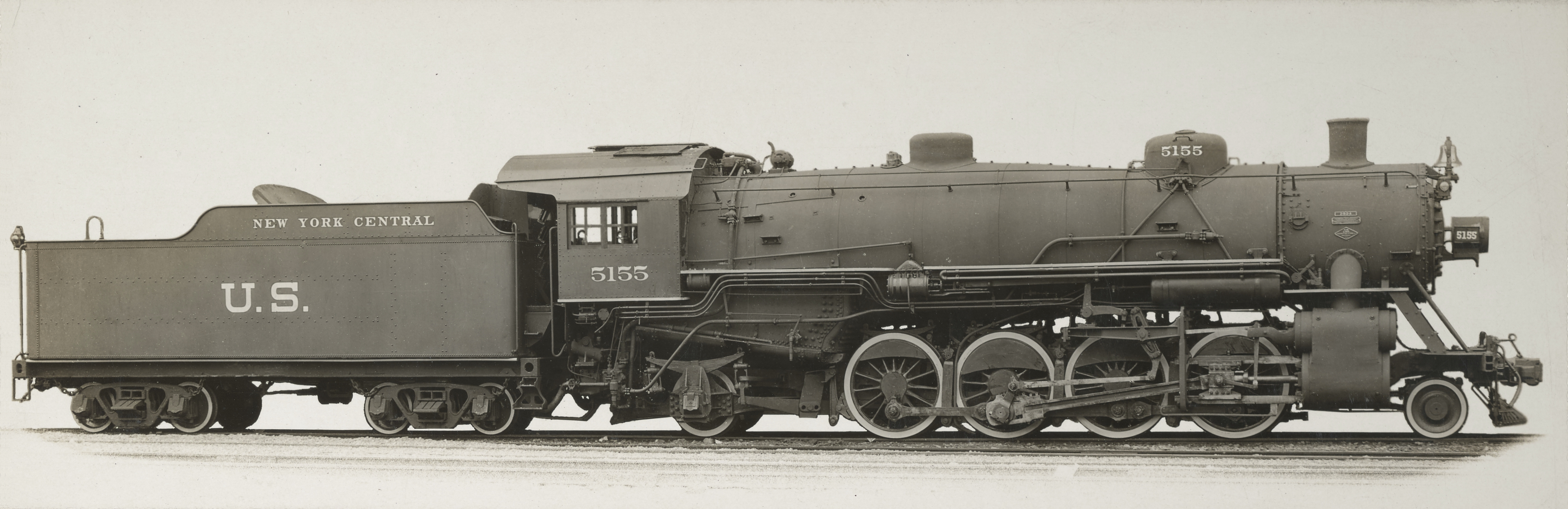
Une Mikado légère USRA livrée au New York Central et portant le marquage « U. S. » de l'USRA.

Les États-Unis entrent dans la Première Guerre mondiale en 1917. Leur appui aux forces alliées est effectif avant cette date. 
L'effort de guerre nécessite des moyens de transport importants, à une époque où l'automobile reste encore très peu développée. Le chemin de fer est indispensable pour transporter des quantités importantes de matières premières ou des produits finis vers les grands fleuves ou vers les façades maritimes. Les chemins de fer sont mis à contribution.  L'administration fédérale se heurte rapidement à des blocages techniques et culturels : locomotives et wagons sont vétustes, les voies sont n'y peu entretenues du fait de la mauvaise situation financière des compagnies ; le matériel n'est pas unifié, chaque compagnie construisant ses locomotives et wagons ;  pour circuler, les wagons chargés passent de compagnie en compagnie avec des temps d'attente importants entre chaque étape ; les cultures d’entreprises (normes, signalisation, administration) ne sont pas les mêmes. S'ajoute à ces difficultés existantes la nécessité de transporter les troupes et leur matériel : les compagnies privées de chemin de fer n'arrivent pas à suivre.
Pour parer à cela, le 26 décembre 1917, le gouvernement fédéral nationalise les chemins de fer. L’United States Railroad Administration (USRA) est créée. Elle travaille à réduire les ruptures de charge et à supprimer des trajets parallèles concurrents. Des lignes de chemin de fer sont remises à niveau. Afin de rendre efficace le trafic des chemins de fer, et pour compenser le manque criant de trains, l'USRA commande 100 000 wagons et 1900 locomotives à vapeur, conçus suivant des plans unifiés, et payés par le gouvernement fédéral.
L'USRA est dissoute le 1er mars 1920, le matériel étant laissé aux compagnies. Le gouvernement verse une compensation aux compagnies de chemin de fer pour le chiffre d'affaires non réalisé. L'USRA marque durablement les chemins de fer aux États-Unis.

### Banqueroute du Penn Central et création de la Conrail
Dans le contexte de crise économique forte pour le chemin de fer en Amérique du Nord, l'association des deux compagnies ennemies du New York Central et du Pennsylvania Railroad dans le Penn Central Transportation Company, mis en place le 1er janvier 1968 est un échec retentissant. La compagnie est déclarée en banqueroute le 21 juin 1970, menant à une crise économique majeure. Le Penn Central ainsi que de nombreuses compagnies de l'est des États-Unis sont nationalisée en 1976 au sein de la Conrail. Cette compagnie rationalise les lignes et le matériel avant de retrouver un équilibre économique. Elle est revendue le 1er juin 1999 à CSX et au Norfolk Southern.
En 1971, l'Amtrak récupère l'exploitation de l'ensemble des trains de voyageurs longue-distance. 

## Dans la culture
Le chemin de fer est l'un des éléments de la mythologie du Far-West. Il joua un grand rôle dans la conquête de l'Ouest et dans la circulation des hommes et des idées.
Le chemin de fer a aussi été l'un des moyens de propagation du jazz sur le territoire américain. C'est en effet par le train que les Néo-Orléanais se rendirent à Chicago pour y présenter leur musique. En outre dans la culture jazz, les références au train sont fréquentes. Par exemple, le style boogie-woogie par son évocation rythmique des roues passant sur les traverses en est une manifestation pianistique, Honky Train Blues de Meade Lux Lewis en est un parfait exemple. De même, de nombreuses anecdotes de l'histoire du jazz témoignent de l'importance de ce moyen de locomotion dans l'histoire de cette musique. Par exemple, Fats Waller a succombé à une pneumonie dans un wagon-lit du Santa Fé Big Chief en revenant d'un engagement à Los Angeles. Le jazz y fait régulièrement référence, depuis Take the A Train de Duke Ellington à Chattanooga Choo-Choo de Glenn Miller.